# ケイト・マクギャリグル
ケイト・マクギャリグル（Kata McGarrigle、CM、1946年2月6日 – 2010年1月18日）は、カナダのフォーク・ミュージックのシンガー・ソングライターで、姉のアンナ・マクギャリグルとのデュオで曲を作り演奏していた。 
マクギャリグルはアメリカ人シンガー・ソングライター、ルードン・ウェインライト三世との結婚と離婚の中で歌手のルーファス・ウェインライトとマーサ・ウェインライトの母親となった。 

## バックグラウンド
ケベック州モントリオールで、アイルランド人ピアニストの父フランシス・マクギャリグルとフランス系カナダ人の母ガブリエル・ラトレムイユの間に生まれたマクギャリグル三姉妹（ジェーン、アンナ、末っ子のケイト）は、モントリオールの北に位置するサン・ソヴール・デ・モンツ村で育った。彼らの家族は両方の側で音楽的なものであり、しばしばピアノの周りに集まり、歌っていたため、ケイトと彼女の姉妹は、ガーシュウィン、フランス系カナダ人のフォークソング、スティーブン・フォスター 、ウェイド・ヘムズワースやエディット・ピアフなどの作曲家や歌手など、さまざまな影響を吸収できた。姉妹たちは村の修道女からピアノのレッスンを受けることで正式に音楽に親しむようになった。 
1960年代、ケイトとアンナは学校に通いながら、モントリオールの急成長するフォーク・シーンに身を置きました。1963年から1967年にかけては、ジャック・ニッセンソン、ピーター・ウェルドンと組んでフォーク・グループ、マウンテン・シティ・フォーを結成した。 
ケイトより14ヶ月年上のアンナはモントリオールにあるÉcole des Beaux-Arts de Montréal（現在のケベック大学モントリオール校の一部）で絵画を学んだ。ケイトはマギル大学で工学を学んだ。 二人が曲を作り始めたのはこの頃だった。 ケイトはほとんど英語で歌っていたが、ファン・ロドリゲスによると彼女とアンナは「1980年[原文ママ]に "Complainte pour Ste. Cathérine"、（一般に "French Record" として知られる）"Entre la jeunesse et la sagesse"、2003年の "La vache qui pleure" でケベックのフォーク・ミュージックを世界の音楽地図に載せました」と語っている。
マクギャリグル姉妹の人生は、デイン・ランケンの『ケイトとアンナ・マクギャリグル：歌と物語』で紹介されている。
2013年8月7日、モントリオールのアウトルモン地区にケイト・マクギャリグルの場所 Place Kate-McGarrigleがオープンした。この場所には、ロバート・ウィルソンによる二重の椅子の形をした彫刻がおかれている。モントリオール出身のマクギャリグルが亡くなる前に近くに住んでいた。

ケイトの息子のルーファスは、ルーファスが幼馴染のロルカ・コーエンの子供の父親になると言う彼女の申し出をケイトに相談しと語っている。 ケイトはコーエンの申し出を受け入れるよう強く勧めたが、ルーファス自身は娘のビバ・キャサリン・ウェインライト・コーエンの誕生を見るまで彼女が長生きできなかったことを後悔していると語った。 

## 受賞
ケイトとアンナの1976年のセルフタイトルのデビュー・アルバムは『メロディ・メイカー』誌によって年間最優秀レコードとして選ばれた。 2人のアルバム『マタペディア』 (1996年) と『マクギャリグル・アワー』 (1998年) がジュノー賞を受賞した。1999年、ケイトとアンナはWomen of Originality賞を受賞した。 1993年にケイトはカナダ騎士団のメンバーになった。 
2006年には、ケイトとアンナ・マクギャリグルはSOCAN賞の生涯功労賞を受賞した。

## 死
マクギャリグルは2006年に癌と診断され、骨、筋肉、神経、軟骨などの結合組織に影響を与えるまれな癌である肉腫の認知度を高めるために、2008年に設立したマギル大学健康センターにケイト・マクギャリグル基金を設立した。 
ケイトは2010年1月18日にケベック州モントリオールの自宅で63歳で淡明細胞肉腫により亡くなった。姉のアンナは彼らのウェブサイトにこう書いている： 
「悲しいことに、私たちのスウィート・ケイトは昨夜私たちを離れなければなりませんでした。彼女は家族と親友に囲まれた歌と愛のもやの中で旅立ちました。彼女はかけがえのない存在であり、私たちは傷ついています。私たちが再び会うまで、愛する妹よ。」
ケイトは死のわずか6週間前にロンドンのロイヤル・アルバート・ホールでルーファス・ウェインライトおよびマーサ・ウェインライトとともに最後の公演を行った。ショーはケイト・マクギャリグル基金のために55,000ドルを調達した。 
2010年6月12日、メルトダウン・フェスティバルはリチャード・トンプソンの主催で、彼女の名誉のためにトリビュート・コンサートを開催した。 このコンサートでは、娘のマーサ・ウェインライト、息子のルーファス・ウェインライト、姉のアンナ・マクギャリグル、元夫のラウドン・ウェインライト三世、ニール・テナント、ニック・ケイヴ、エミルー・ハリス、リチャード&リンダ・トンプソン、 そして長年の友人であり音楽的なコラボレーションをしているチャイム・タネンバウムとジョエル・ジフキンのパフォーマンスが披露された。親しい友人であるエミルー・ハリスは彼女を偲んで「Darlin' Kate」という曲を書き、アルバム『ハード・バーゲン』に収録している。 
2011年5月12日と13日にニューヨーク市のタウンホールで「ケイト・マクギャリグルの祭典」が開催された。 
このコンサートには、マーサ・ウェインライト、ルーファス・ウェインライト、アンナ・マクギャリグル、エミルー・ハリス、リサ・ハニガン、ノラ・ジョーンズ、アントニー・ヘガーティ、ジミー・ファロン、クリステル・ウォーレン、ジャスティン・ビビアン・ボンド、テディ・トンプソン、ジェニ・マルダー、作家のマイケル・オンダーチェ、長年の友人でありマクギャリグルのサイドマンでもあるチャイム・タネンバウムとジョエル・ジフキンなどが参加した。 この祭典はジョー・ボイドがキュレーションし、リアン・ルンソンが撮影した。 
記録映画『Sing Me the Songs That Say I Love You: A Concert for Kate McGarrigle』が2013年6月にリリースされ、2枚組のCD『Sing Me the Songs: Celebrating the Works of Kate McGarrigle』が映画のサウンドトラックとして使用された。

## ディスコグラフィ

### ケイト&アンナ・マクギャリグル
- 『ケイト&アンナ・マクギャリグル・ファースト』 - Kate & Anna McGarrigle (1976年)
- 『ダンサー・ウィズ・ブルーズド・ニーズ』 - Dancer with Bruised Knees (1977年)
- 『プロント・モント』 - Pronto Monto (1978年)
- Entre la jeunesse et la sagesse (1980年) ※『French Record』というタイトルでも知られている
- 『ラヴ・オーバー・アンド・オーバー』 - Love Over and Over (1982年)
- Heartbeats Accelerating (1990年)
- 『マタペディア』 - Matapédia (1996年) ※1997年ジュノー賞（グループによる年間ルーツ＆トラディショナル・アルバム）を受賞
- 『マクギャリグル・アワー』 - The McGarrigle Hour (1998年) ※1999年ジュノー賞（グループによる年間ルーツ＆トラディショナル・アルバム）を受賞
- La vache qui pleure (2003年)
- 『マクギャリグル・クリスマス・アワー』 - The McGarrigle Christmas Hour (2005年)
- ODDiTTiES (2010年)
- 『テル・マイ・シスター』 - Tell My Sister (2011年)
- Sing Me the Songs：Celebrating the Works of Kate McGarrigle (2013年)